# Plzeňský Prazdroj (компания)
Plzeňský Prazdroj, a.s. (Пльзеньски Праздрой, а. эс., нем. Pilsner Urquell) — чешская пивоваренная компания. Располагается в городе Пльзень (Пльзенский край).

## История

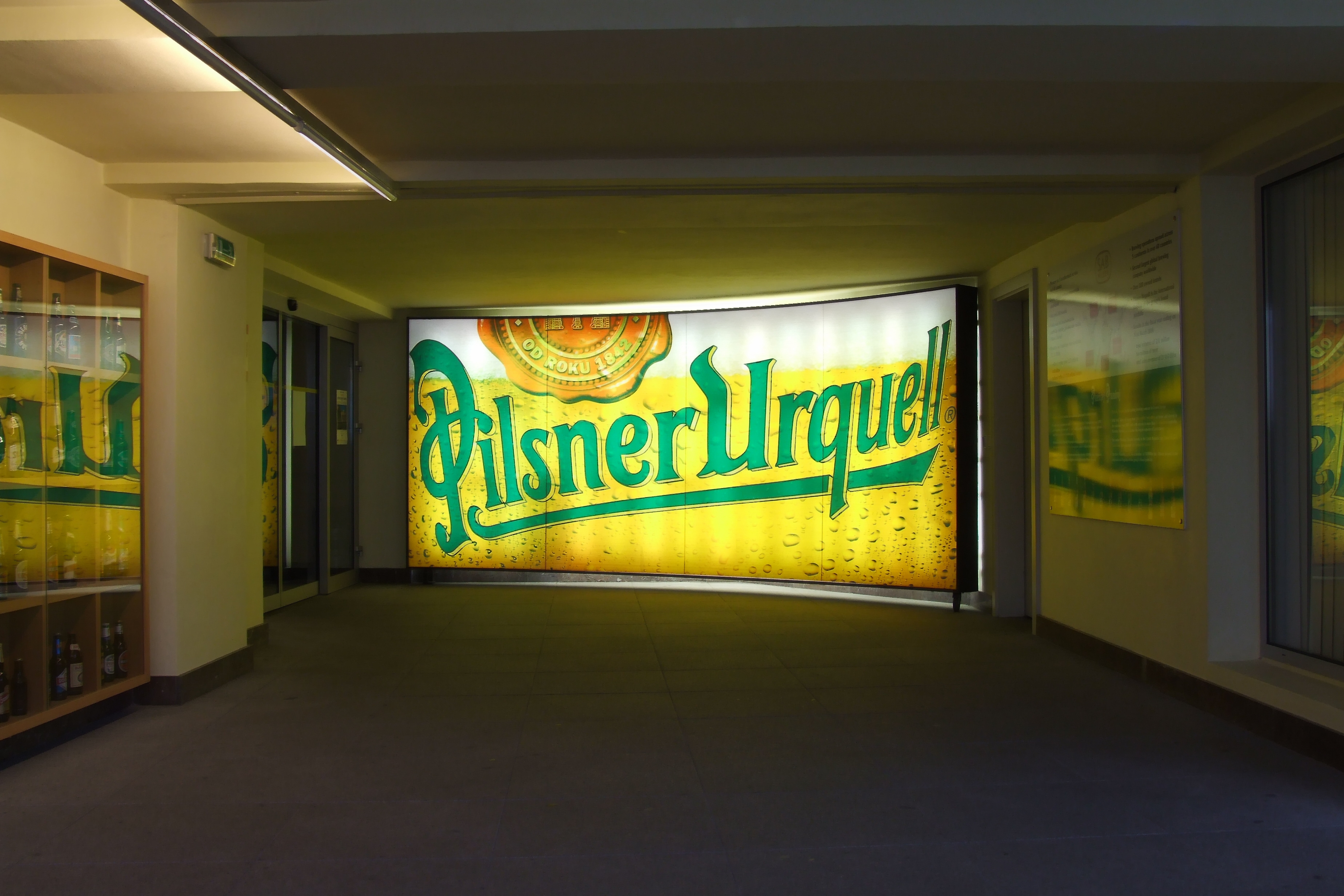
Вход в музей пивоварни (декабрь 2008)

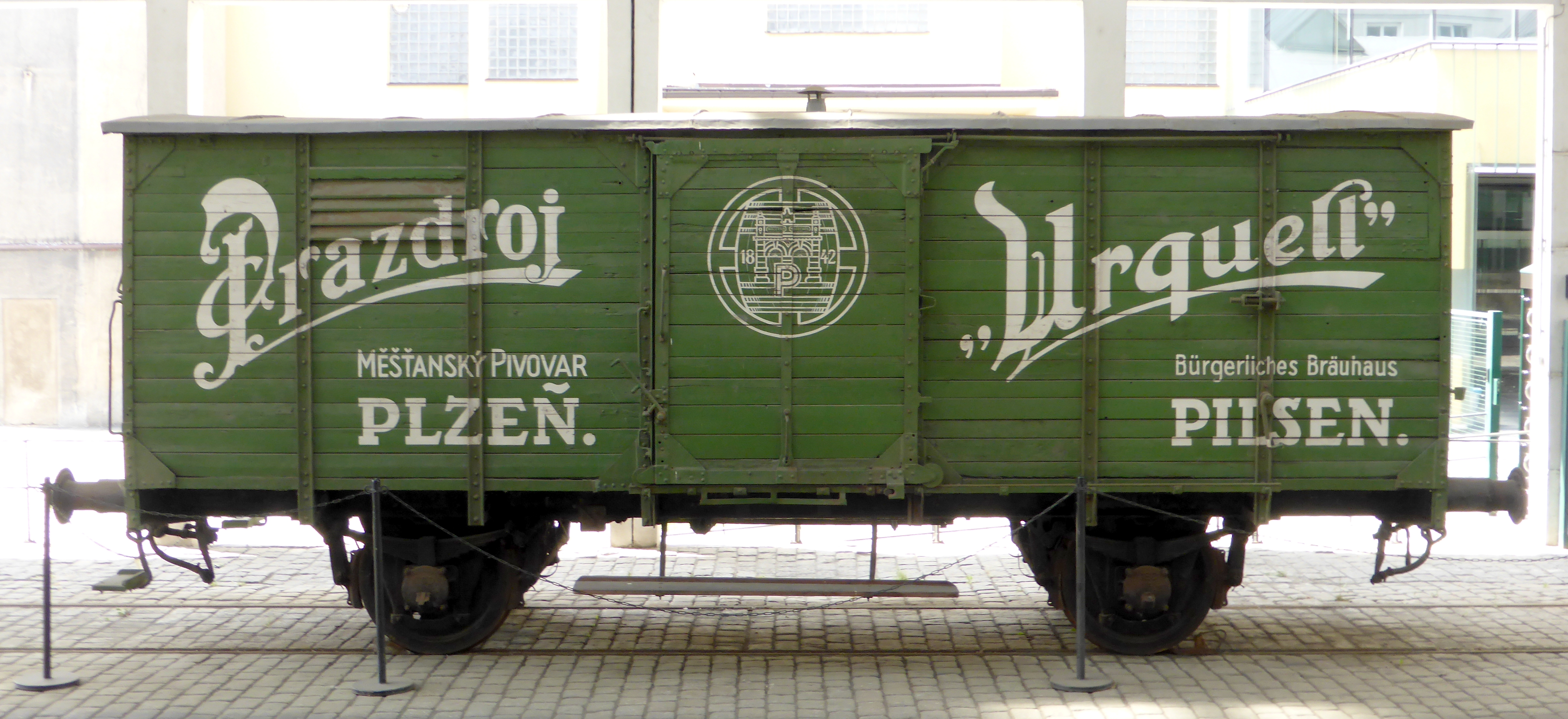
Исторический грузовой вагон Pilsner Urquell

- 1839 — решение о строительстве пивоварни в Пльзени под названием Měšťanský pivovar («Городская пивоварня»),
- 15 сентября 1839 — осень 1840 — строительство пивоварни,
- 5 октября 1842 — сварено первое пиво баварского сорта на пивоварне Měšťanský pivovar,
- 1 марта 1859 — зарегистрирована торговая марка Pilsner Bier,
- 1869 — основана новая пивоваренная компания První akciový pivovar («Первая акционерная пивоварня»), позднее известная, как Gambrinus,
- 1898 — создана новая торговая марка Prazdroj — Urquell,
- 1910 — основана новая пивоваренная компания Světovar,
- 1913 — сварено более 1 млн гектолитров пльзенского пива,
- 1925—1933 — консолидация компаний пивоваренной отрасли Пльзени, к 1933 остаётся только 2 пивоварни: Měšťanský pivovar и Plzeňské akciové pivovary (PAP), большую часть акций которого контролировал Měšťanský pivovar,
- 1 июня 1945 — обе компании переходят под государственное управление,
- 13 сентября 1946 — компании полностью национализируются и объединяются в государственно предприятие Plzeňské pivovary,
- 1 июня 1964 — происходит реорганизация, создаётся объединённое предприятие Západočeské pivovary со штаб-квартирой в Пльзени, и экспортирующее предприятие Plzeňský Prazdroj,
- 1 мая 1992 — после приватизации и реорганизации предприятий Západočeské pivovary и Plzeňský Prazdroj создано акционерное общество Plzeňské pivovary, a.s.,
- 1 сентября 1994 — компания переименована в Plzeňský Prazdroj, a. s.,
- 1999 — 30 сентября 2002 — поглощение чешских пивоваренных компаний: Pivovar Radegast, a. s. и Pivovar Velké Popovice, a. s.,
- 1999 — поглощение компании Plzeňský Prazdroj, a. s. южно-африканской компанией South African Breweries[англ.][2].

## Собственники и руководство
В 2017 году SABMiller продал чешского производителя японской корпорации Asahi.

## Деятельность
Прямой экспорт в 2008 году составил 881 тыс. гектолитров (из них 680 тыс. гектолитров пива марки Pilsner Urquell), что стало рекордом за последние 166 лет.
Производство и экспорт пива в миллионах гектолитров:
| Год                       | 2004 | 2005 | 2006  | 2007 | 2008 |
| Производство в ЧР         | 10   | 10,2 | 10,69 | 10,9 | 10,7 |
| Прямой экспорт            | 0,6  | 0,67 | 0,79  | 0,85 | 0,88 |
| Лицензионное производство | 1,1  | 1,54 | 1,79  | 1,91 | 1,91 |

## Продукция
- Pilsner Urquell
- Gambrinus:
  - Světlý ležák
  - Světlé výčepní pivo
  - 11° Excelent
  - se sníženým obsahem cukrů
- Radegast:
  - Premium
  - Original
- Radegast Birell
- Velkopopovický Kozel:
  - Premium
  - Světlý
  - Černý
  - 11° Medium
- Master
  - polotmavý
  - tmavý
- Klasik
- Primus
- Frisco
- Kingswood (apple cider)